# Котова Ніна Миколаївна
Ніна Миколаївна Котова (1927—2010) — доярка, Герой Соціалістичної Праці (1966).

## Біографія
Ніна Котова народилася 15 травня 1927 року в селі Рязань (нині — Дорогобузький район Смоленської області). Після закінчення семирічної школи працювала в колгоспі імені Фрунзе. На початку війни опинилася в окупації. Після звільнення Котова активно брала участь у відновленні колгоспу.
Отримавши спеціальність доярки, Котова протягом багатьох років одержувала від закріплених за нею корів високі надої молока — близько 5-6 тисяч кілограмів на рік.

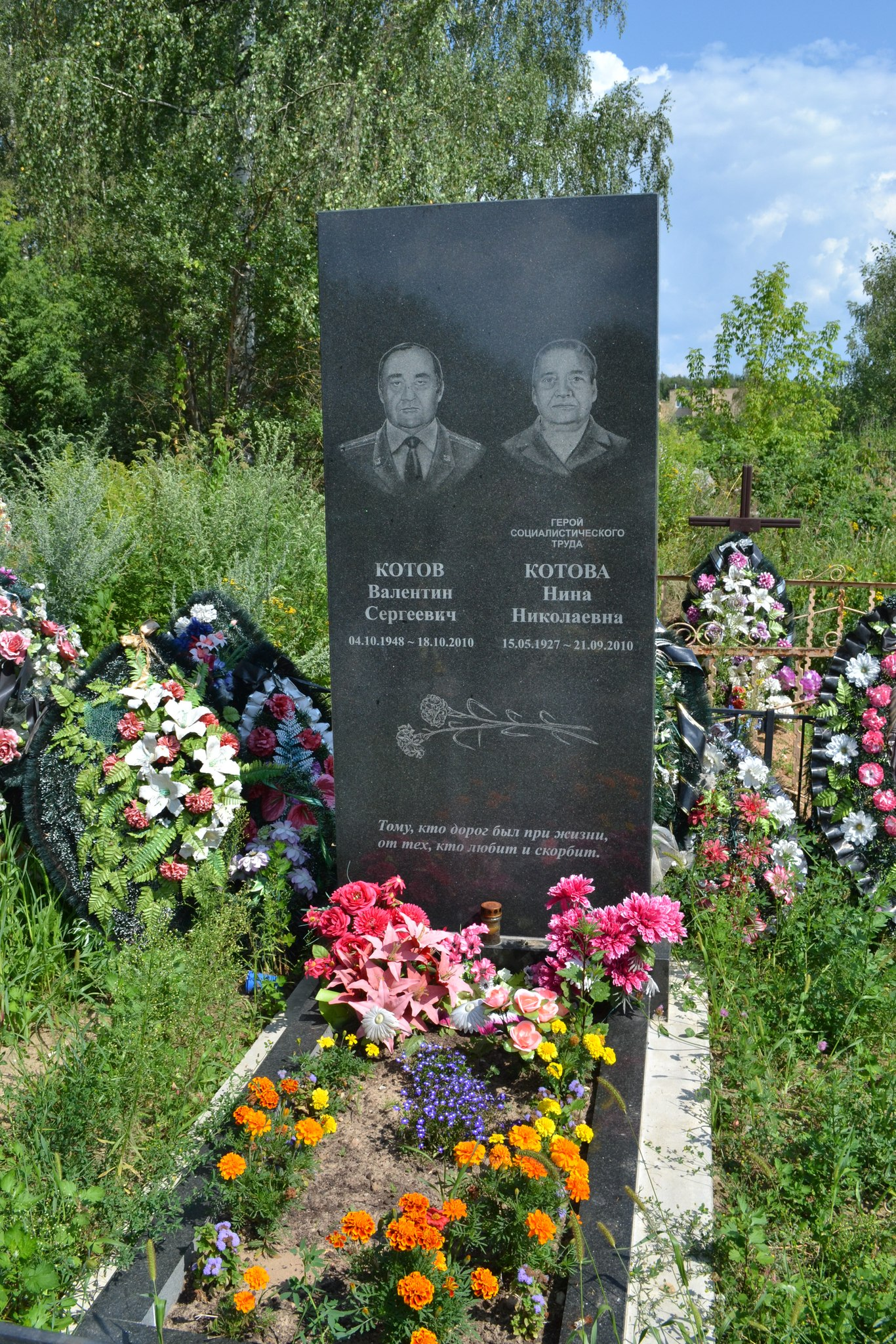
Могила Котової Н. М. в Дорогобужі.

Указом Президії Верховної Ради СРСР від 22 березня 1966 року за досягнуті успіхи у розвитку тваринництва, збільшення виробництва молока" Ніна Котова відзначена високим званням Героя Соціалістичної Праці з врученням ордена Леніна і медалі «Серп і Молот».
В 1982 році вийшла на пенсію. Проживала у Дорогобужі, померла 21 вересня 2010 року, похована на дорогобузькому кладовищі на вулиці Чистякова.
Також нагороджена двома орденами Леніна, орденом Трудового Червоного Прапора, низкою медалей.